# 시간 장소 그리고 여자
시간 장소 그리고 여자(The Time, The Place And The Girl)는 미국에서 제작된 데이빗 버틀러 감독의 1946년 영화이다. 데니스 모건 등이 주연으로 출연하였고 알렉스 고틀립 등이 제작에 참여하였다.

## 출연

### 주연
- 데니스 모건
- 잭 칼슨

### 조연
- 자니스 페이지
- 마샤 빅커스
- S.Z. 사칼
- 앨런 헤일
- 안젤라 그린
- 도널드 우즈
- 플로렌스 베이츠
- 미미 아거글리아
- 램지 에이미스
- 린 바게트
- 몬트 블루
- 체스터 크루트
- 도널드 데이비스

## 제작진
- 미술: 휴 레틱커